# 兵庫県道536号口小野庄境線
兵庫県道536号口小野庄境線（ひょうごけんどう536ごう くちおのしょうざかいせん）は、兵庫県豊岡市を通る一般県道である。

## 概要
豊岡市出石町口小野から豊岡市庄境に至る。

### 路線データ
- 起点：豊岡市出石町口小野（兵庫県道・京都府道706号町分久美浜線交点）
- 終点：豊岡市庄境（庄境交差点、国道312号交点）
- 総延長：9.826 km

## 路線状況

### 重複区間
- 兵庫県道248号香住大谷線（豊岡市出石町安良）
- 京都府道・兵庫県道703号永留豊岡線（豊岡市三宅 - 豊岡市大篠岡・大篠岡交差点）

### 道路施設

#### 橋梁
- 田多地川（豊岡市）

## 地理

### 通過する自治体
- 豊岡市

### 交差する道路
| 交差する道路                                   | 交差する場所 | 交差する場所      |
| ---------------------------------------------- | ------------ | ----------------- |
| 兵庫県道・京都府道706号町分久美浜線            | 出石町口小野 | 起点              |
| 兵庫県道248号香住大谷線 重複区間起点           | 出石町安良   |                   |
| 兵庫県道248号香住大谷線 重複区間終点           | 出石町安良   |                   |
| 兵庫県道248号香住大谷線                        | 香住         |                   |
| 京都府道・兵庫県道703号永留豊岡線 重複区間起点 | 三宅         |                   |
| 京都府道・兵庫県道703号永留豊岡線 重複区間終点 | 大篠岡       | 大篠岡交差点      |
| 国道312号                                      | 庄境         | 庄境交差点 / 終点 |

### 沿線
- 豊岡市立小野小学校
- 豊岡市立神美小学校
- 神美郵便局
- 豊岡警察署 庄境駐在所